# Ezra Heywood

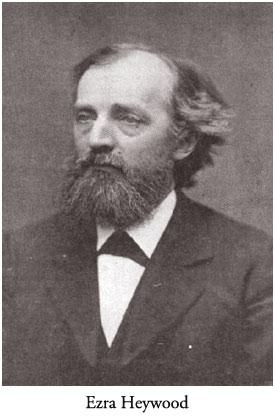
Ezra Heywood

Ezra Heywood, född 29 september 1829, död 22 maj 1893, var en amerikansk individualanarkist, feminist och slaverimotståndare (abolitionist) som verkade i USA under 1800-talet. 
Influerad av Josiah Warren med flera andra tidiga individualanarkister kritiserade Heywood kapitalism, stat och kvinnans dåliga situation. Han skrev några av de tidigaste anarkafeministiska pamfletterna och inspirerade därigenom senare tänkare som Voltairine de Cleyre, Benjamin Tucker och Emma Goldman.